# دیورس
دیورس (به فرانسوی: Diors) یک کمون در فرانسه است که در اندر واقع شده‌است. دیورس ۲۵٫۴۴ کیلومتر مربع مساحت و ۷۲۸ نفر جمعیت دارد و ۱۶۲ متر بالاتر از سطح دریا واقع شده‌است.